# Scala Likert
La scala Likert è una tecnica psicometrica di misurazione dell'atteggiamento inventata dallo psicologo Rensis Likert. Tale tecnica si distingue principalmente per la possibilità di applicazione di metodi di analisi degli item basati sulle proprietà statistiche delle scale di misura a intervalli o rapporti. Il metodo di Likert, più rapido e semplice delle precedenti scale di Thurstone, fu, ed è tuttora, fatto proprio in numerosissimi settori della ricerca applicata.
Tale tecnica consiste principalmente nel mettere a punto un certo numero di affermazioni - definiti item - che esprimono un atteggiamento positivo e negativo rispetto ad uno specifico oggetto. La somma di tali giudizi tenderà a delineare in modo ragionevolmente preciso l'atteggiamento del soggetto nei confronti dell'oggetto. Per ogni item si presenta una scala di accordo/disaccordo, generalmente a 5 o 7 modalità. Ai rispondenti si chiede di indicare su di esse il loro grado di accordo o disaccordo con quanto espresso dall'affermazione. Questo metodo è applicabile sia per atteggiamenti di tipo unidimensionale che multidimensionale (per cui sono necessarie tecniche statistiche come l'analisi fattoriale o l'analisi delle componenti principali).

## La stesura degli item
La creazione di una scala d'atteggiamento con il metodo Likert inizia con la raccolta di un numero elevato di affermazioni sul tema oggetto d'analisi. Una regola empirica su cui attestarsi nella progettazione di una scala, suggerisce di utilizzare non meno di 20-25 affermazioni per dimensione, suddivise in positive e negative nei confronti dell'oggetto. Lo scopo dell'item è quello di esplicitare il consenso/dissenso, perciò si sceglieranno affermazioni chiaramente favorevoli o sfavorevoli, non neutre.
Particolare attenzione si deve porre nello strutturare affermazioni che non predispongano a risposte legate alla desiderabilità sociale, con il rischio di invalidare i risultati offerti dalla scala di misura.
Una corretta progettazione è preceduta da studi qualitativi sul vissuto dell'oggetto dell'atteggiamento nella popolazione di riferimento. Tale studio preliminare permette di definire le principali aree generative su cui si articola il giudizio.
Likert suggerisce alcuni criteri per la preparazione degli item:
- Ogni item deve essere formulato in modo tale che persone con atteggiamenti opposti o intensità diverse diano risposte diverse. È necessario evitare item che esprimano dati di fatto, per selezionare invece quelli relativi a credenze, valutazioni, sentimenti, disposizioni emotive o tendenze all'azione.
- È spesso utile presentare le affermazioni in forma impersonale, o al condizionale, affinché si dia al soggetto la possibilità di esprimere il suo pensiero in modo da scoprire il meno possibile aspetti di sé che potrebbero essere giudicati negativamente.
- Le affermazioni devono essere concise ed espresse in un linguaggio semplice. È necessario evitare termini tecnici o specialistici.
- Si devono evitare frasi con doppia negazione.
- Si devono formulare gli item in modo che esprimano per metà un atteggiamento favorevole all'oggetto e per metà un atteggiamento sfavorevole. I due tipi vanno distribuiti casualmente nel questionario. Lo scopo è di evitare la tendenza a dare risposte stereotipate, per esempio sulla modalità indicata a destra o a sinistra della scala di risposta. Si cerca di forzare i soggetti a riflettere sul significato di ciascun item prima di esprimere il giudizio.

## L'attribuzione dei punteggi nella scala Likert
L'attribuzione dei punteggi avviene attraverso un processo che Likert definì il "metodo semplice", divenuto uno standard nella codifica dei giudizi espressi su affermazioni.
- Si procede alla suddivisione degli item favorevoli all'oggetto di cui si vuole misurare il giudizio dagli item sfavorevoli.
- Si attribuiscono dei punteggi (ad esempio, su una scala a 5 passi, da 1 sul polo "in disaccordo", a 5 sul polo "d'accordo").
- Si invertono i punteggi degli item sfavorevoli, per renderli sommabili con quelli favorevoli. Se per esempio, in fase di codifica si è stabilito che l'accordo dia punteggi elevati, le affermazioni negative devono ottenere punteggi bassi. Operativamente questo risultato si costruisce "girando" i punteggi associati alle affermazioni negative (ossia che suscitano un atteggiamento negativo nei confronti dell'oggetto) nel seguente modo: se 1 corrisponde a molto in disaccordo, e 5 molto d'accordo, i punteggi associati all'item "mi piace questo cinema" non subiranno alcuna modifica, mentre per quanto riguarda l'item "le poltrone di questo cinema sono troppo scomode" (che denota un atteggiamento negativo nei confronti dell'oggetto cinema) subirà le seguenti modifiche: i punteggi 1 verranno ricodificati come 5, i punteggi 2 come 4, i punteggi 3 rimarranno invece invariati. A questo punto tutti i rispondenti con un vissuto positivo avranno risposto 5, mentre tutti i rispondenti con vissuto negativo avranno risposto 1.
- A questo punto, il punteggio totale di un soggetto, indicherà la posizione sul continuum dell'atteggiamento (in questo caso ipotizzato come unidimensionale). Esso risulterà quantificato, pur non esistendo un punto zero nella sua misura, e confrontabile con altri dati. Un metodo alternativo alla somma consiste nella media dei punteggi dei singoli item, anch'essa ottenuta dopo aver invertito i punteggi delle affermazioni negative.

## L'analisi dei dati: principali tecniche statistiche applicabili alle scale Likert
Molte tecniche statistiche possono essere adoperate per la costruzione di una scala Likert. In particolare le tecniche di analisi fattoriale sono imprescindibili nella costruzione di scale multidimensionali, ossia relative ad atteggiamenti composti da più di una dimensione.
Rimandando alle voci specifiche i dettagli delle singole tecniche, si definiranno ora le principali tecniche per l'analisi dei dati delle scale Likert di tipo multidimensionale

### L'analisi degli item
Una volta provveduto alla somministrazione degli item, è necessaria un'analisi della distribuzione delle risposte.
Tale controllo si ottiene:
- attraverso l'ispezione qualitativa degli istogrammi relativi alle risposte del campione, ricercandone la similarità con la distribuzione a campana di tipo normale;
- attraverso l'analisi dei valori di asimmetria e curtosi della distribuzione. Una regola empirica suggerisce di eliminare dalla ricerca tutti gli item che non ottengano valori di asimmetria e curtosi non compresi tra circa -1 e +1.

Dal punto di vista dell'informazione ottenuta, una distribuzione asimmetrica o caratterizzata da elevata curtosi, sottolinea che un item induce la stessa risposta per una porzione troppo estesa di popolazione, e non la variabilità di risposte che è un assunto fondamentale della scala Likert.

### L'analisi fattoriale (o analisi delle componenti principali)
La tecnica statistica dell'analisi fattoriale rappresenta uno strumento necessario per l'identificazione delle dimensionalità latenti degli atteggiamenti e dei costrutti psicosociali in genere.
Tale tecnica è quindi efficacemente adoperata anche in scale di misura di tipo Likert. Una tecnica simile, se non addirittura più usabile in termini di semplicità di utilizzo, rappresenta l'analisi delle componenti principali.
In generale la soluzione fattoriale identificata può confermare, o non confermare la strutturazione delle aree generative elaborate nella fase di progettazione dello strumento.
Nella declinazione della tecnica dell'analisi fattoriale (o dell'analisi delle componenti principali) all'interno delle scale Likert, emergono una serie di quesiti riguardanti la determinazione del numero dei fattori da estrarre e la loro interpretazione: il principio dell'economia dei fattori suggerisce di estrarre il minor numero di fattori possibile, ovviamente adoperando sempre le metodologie proprie di questa tecnica statistica. 
Queste dimensioni devono successivamente essere interpretate in base agli item che li compongono. L'esito di questa interpretazione sarà la costruzione di una definizione caratterizzante quella specifica area dell'atteggiamento. Essa rappresenta il fulcro semantico che rende possibile l'utilizzo e l'interpretazione della scala di misura dell'atteggiamento.

### Analisi dell'attendibilità (Alpha di Cronbach)
Nella fase successiva all'individuazione dell'opportuna struttura fattoriale, si deve provvedere a misurare l'attendibilità (vedi psicometria) di ogni dimensione estrapolata. Un coefficiente che sintetizza l'attendibilità di un test è l'alpha di Cronbach. Tale coefficiente descrive la coerenza interna di raggruppamenti di item; in generale, nello studio di un questionario di atteggiamenti, elevati valori di alpha indicano che i soggetti esaminati esprimono un atteggiamento coerente riguardo a ciascun item appartenente a ciascuna dimensione. 
La verifica della coerenza interna di ogni subtest permette non solo di approfondire lo studio e la definizione della struttura fattoriale, ma anche di conoscere e definire la validità di costrutto della scala. In questo senso i ricercatori, nell'applicabilità alle scale Likert di questa tecnica, sono concordi nell'adottare il valore di alpha=0.7 come riferimento di un livello appena accettabile di coerenza interna e di adeguatezza di costrutto del test costruito.

### La regressione multipla
Attraverso questa tecnica statistica è possibile determinare l'influenza di variabili su altre variabili. Nella stesura delle scale d'atteggiamento, la regressione multipla è adoperata per indagare, a livello correlazionale (vedi psicometria) le relazioni tra una variabile dipendente (per esempio l'intenzione di mettere in atto un determinato comportamento), e più variabili indipendenti (per esempio le medie dei punteggi di ogni area della nostra ipotetica scala multidimensionale).

### L'analisi della varianza
Al fine di valutare l'eventuale presenza di relazioni tra le variabili di tipo categoriale o ordinale (come per esempio le variabili sociodemografiche come le categorie d'età, il genere e il luogo di residenza) con l'atteggiamento (sintetizzando per esempio in una nuova variabile le medie di tutti gli item che compongono la scala), si può utilizzare la tecnica dell'analisi della varianza, considerando le variabili socio-demografiche come fattori e l'indice dell'atteggiamento come variabile dipendente.